# Castel San Gimignano
Castel San Gimignano is een plaats (frazione) in de Italiaanse gemeente Colle di Val d'Elsa.